# Il diavolo condannato nel mondo a prender moglie
Il diavolo condannato nel mondo a prender moglie (noto anche come Il diavolo mal sposato o Il diavolo maritato a Parigi) è un'opera in tre atti di Luigi Ricci, su libretto di Andrea Leone Tottola. La prima rappresentazione ebbe luogo al Teatro Nuovo di Napoli nel 1826. Il titolo è considerato "il più apprezzato e longevo" tra le opere di Ricci. 

## Trama
L'intreccio prende lo spunto da una fiaba popolare, che narra di un diavolo (qui Astarot) che viene condannato dalle divinità infernali ad andare nel mondo e prendere moglie sotto sembianze umane. Preso il nome di Merlino, dunque si sposa con Madama Le Fleure, ma una serie di buffi equivoci, le intemperanze dello zio di lei Splitz e dell'usuraio Sanguisuga, e l'atteggiamento buffonesco e maldestro del servo Pulcinella, lo porteranno infine a tornare nell'Inferno e giurare vendetta su tutti i mortali.

## Struttura musicale
- Sinfonia

### Atto I
- N. 1 - Introduzione Si è veduto? (Mariola, Enrichetta, Fabio, Coro, Roquille, Splitz)
- N. 2 - Duetto Lasciarmi! Abbandonarmi! (Fleure, Pulcinella)
- N. 3 - Cavatina Donne! Per me sarete (Astarot)
- N. 4 - Quartetto Io ti ho dato il sangue mio (Sanguisuga, Astarot, Pulcinella, Olombrone)
- N. 5 - Finale I Ti ricordi quel momento (Mariola, Pulcinella, Fleure, Roquille, Astarot, Splitz, Enrichetta, Fabio, Coro, Sanguisuga)

### Atto II
- N. 6 - Terzetto Chiano chiano! Co crianza! (Pulcinella, Astarot, Olombrone)
- N. 7 - Aria Ah dov'è? Chi me lo rende (Fleure, [Roquille, Enrichetta, Fabio])
- N. 8 - Coro Di giustizia or che siedi nel soglio!
- N. 9 - Aria Chi parla? ah! Nei talloni (Pulcinella, Coro, [Plutone])
- N. 10 - Finale II E ancora qui sei? (Plutone, Minos, Pulcinella, Coro)

### Atto III
- N. 11 - Duetto Ah no... mio ben! Deh placati! (Fleure, Astarot)
- N. 12 - Finale III Fuggo, m'involo... torno al profondo (Astarot, Pulcinella, Fleure, Roquille, Mariola, Sanguisuga, Splitz, Enrichetta, Fabio)